# Arlie Mucks
Arlie Mucks (eigentlich Earl Max Mucks; * 10. Dezember 1891 in Oshkosh, Wisconsin; † 10. Juli 1967) war ein US-amerikanischer Diskuswerfer und Kugelstoßer.
Bei den Olympischen Spielen 1912 in Stockholm kam er im Diskuswurf auf den sechsten und im beidarmigen Diskuswurf auf den 15. Platz.
Viermal wurde er US-Meister im Diskuswurf (1915–1917, 1919) und dreimal im Kugelstoßen (1915–1917).

## Persönliche Bestleistungen
- Kugelstoßen: 14,93 m, 7. August 1915, San Francisco
- Diskuswurf: 47,29 m, 3. Juni 1916, Evanston